# 名古屋大學豐田講堂

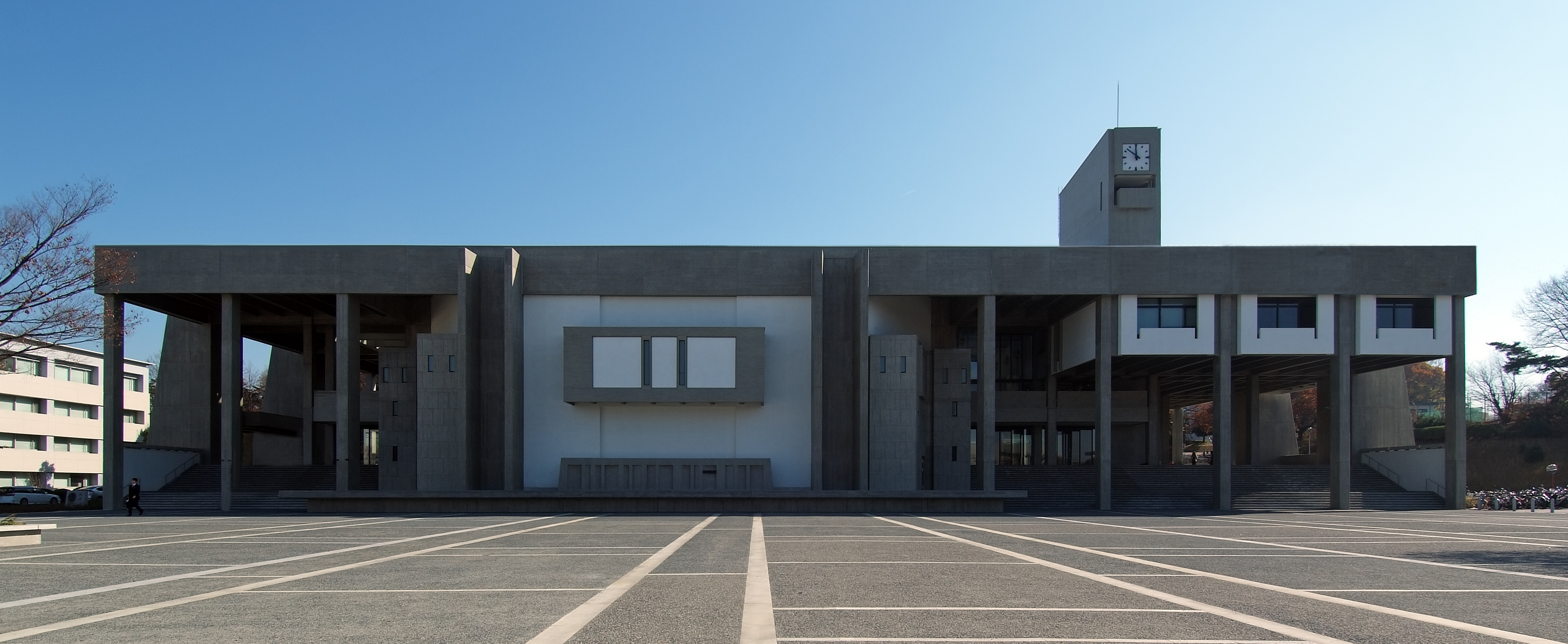

名古屋大學豐田講堂（日语：名古屋大学豊田講堂）是位於日本名古屋市千種區不老町名古屋大學東山校區的一座講堂。這座建築是名古屋大學的象徵，位於東山校區的中心。建築地上有三層，地下有一層，講堂有1,612的座席。1962年，該建築獲得日本建築學會賞，是槇文彥的代表作之一。這座講堂由豐田汽車捐贈修建。

## 外部連結
- 豊田講堂紹介 | ビデオアーカイブ - 名古屋大学 （页面存档备份，存于）